# Kostel Božského srdce Páně (Malý Beranov)
Kostel Božského Srdce Páně je filiální kostel římskokatolické farnosti u kostela svatého Jakuba v Jihlavě. Stojí v centru obce Malý Beranov. Jde o novodobou stavbu jednolodního chrámu budovanou mezi lety 1938 a 1939.

## Historie
O kostele v Malém Beranově se poprvé začalo uvažovat na počátku 30. let 20. století, kdy občané požadovali stavbu větší kaple, tehdejší katecheta navrhl občanstvu, že si lze vytknout cíl vybudovat mateřskou školu či větší kapli. Občané se rozhodli z důvodu existence mateřské školy v blízké obci o stavbě chrámu. Dne 14. března 1933 byla založena Kostelní Jednota Božského Srdce Páně v Malém Beranově, prvním představitelem byl právě katecheta Jarolímek, který posléze odešel do Strahovského kláštera a i tam získával podporu pro stavbu nového chrámu.
První návrhy kostela vypracoval v roce 1933 Břetislav Štorm, kostel měl dle jeho návrhu dvě kostelní lodě a věž při pravé straně budovy. Další návrhy pak vytvořili Alois Janáček a Jaroslav Čermák. Jaroslav Čermák po rozhovoru s katechetou Jarolímkem o možné nové budově chrámu v Malém Beranově slíbil, že návrh kostelní budovy vypracuje zdarma. Tak se stalo a v obci byl strahovským klášterem zakoupen pozemek, sbírka na kostel dosáhla celkové výše 112 tisíc korun a 6. června 1937 byl položen základní kámen.
V dubnu 1938 začal třebíčský stavitel Josef Máca stavět kostel, který byl dokončen v říjnu 1939. Kostel pak byl hned 8. října téhož roku vysvěcen, v listopadu pak ještě chybělo některé vnitřní vybavení, jako např. zpovědnice, lavice, varhany, zvony, křížová cesta, sochy a další výzdoba.
Plánovaná budova fary již nebyla před započetím druhé světové války postavena, stejně tak nebyla založena nová farnost v Malém Beranově. Přesto však do kostela byly pořízeny lavice a křížová cesta. V roce 1948 pak byla zrušena Kostelní jednota a pozemky a další majetky jednoty propadly státu a kostel včetně parcel byl převeden do správy farního úřadu. Existovaly také plány na zboření kostela, ten však zbořen nebyl a byl v letech komunistické vlády místními farníky udržován.
V devadesátých letech byl kostel rekonstruován, byla opravena střecha a elektroinstalace, na konci devadesátých let byla zakoupena a instalována zpovědnice, v roce 2003 byly zakoupeny varhany a v roce 2007 byly pořízeny, vysvěceny a zavěšeny zvony zasvěcené svatému Jáchymovi a svaté Anně. Na zvony velkým dílem přispěl farář Metoděj Kozubík a místní farníci.